# Caroline Masson
Caroline Masson (nascida em 14 de maio de 1989) é uma jogadora profissional alemã de golfe, que atualmente joga no Circuito Europeu de Senhoras.
Tornou-se profissional em 2009 e representou Alemanha na competição feminina de golfe nos Jogos Olímpicos de Verão de 2016, realizados no Rio de Janeiro, Brasil. Terminou sua participação em décimo segundo lugar no jogo por tacadas individual.